# Premier Division 2013 (Irlanda)
La League of Ireland Premier Division 2013 è stata la 93ª edizione del massimo livello del campionato irlandese di calcio. La stagione è iniziata l'8 marzo ed è terminata il 25 ottobre 2013. Il St Patrick's ha vinto il titolo per l'ottava volta.

## Formula
Le 12 squadre partecipanti si affrontano tre volte nel corso della stagione, per un totale di 33 giornate.
La squadra campione d'Irlanda ottiene il diritto di partecipare alla UEFA Champions League 2014-2015 partendo dal secondo turno di qualificazione.
La vincitrice della Coppa nazionale è ammessa alla UEFA Europa League 2014-2015 partendo dal secondo turno di qualificazione.
La seconda e la terza classificata del campionato sono ammesse alla UEFA Europa League 2014-2015 partendo dal primo turno di qualificazione.
La penultima classificata gioca uno spareggio promozione/retrocessione contro la vincente del play-off di First Division.
L'ultima classificata è retrocessa direttamente in First Division.

## Squadre partecipanti
| Club            | Città    | Stadio             | Posizione 2012             |
| --------------- | -------- | ------------------ | -------------------------- |
| Bohemians       | Dublino  | Dalymount Park     | 7º posto                   |
| Bray Wanderers  | Bray     | Carlisle Grounds   | 10º posto                  |
| Cork City       | Cork     | Turners Cross      | 6º posto                   |
| Derry City      | Derry    | Brandywell Stadium | 5º posto                   |
| Drogheda Utd    | Drogheda | Hunky Dorys Park   | 2º posto                   |
| Dundalk         | Dundalk  | Oriel Park         | 11º posto                  |
| Limerick        | Limerick | Thomond Park       | 1º posto in First Division |
| Shamrock Rovers | Dublino  | Tallaght Stadium   | 4º posto                   |
| Shelbourne      | Dublino  | Tolka Park         | 8º posto                   |
| Sligo Rovers    | Sligo    | Showgrounds        | Campione d'Irlanda         |
| St Patrick's    | Dublino  | Richmond Park      | 3º posto                   |
| UCD             | Dublino  | UCD Bowl           | 9º posto                   |

## Classifica
|  | Pos. | Squadra         | Pt | G  | V  | N  | P  | GF | GS | DR  |
|  | ---- | --------------- | -- | -- | -- | -- | -- | -- | -- | --- |
|  | 1.   | St Patrick's    | 71 | 33 | 21 | 8  | 4  | 56 | 20 | +36 |
|  | 2.   | Dundalk         | 68 | 33 | 21 | 5  | 7  | 55 | 30 | +25 |
|  | 3.   | Sligo Rovers    | 66 | 33 | 19 | 9  | 5  | 53 | 22 | +31 |
|  | 4.   | Derry City      | 56 | 33 | 17 | 5  | 11 | 57 | 39 | +18 |
|  | 5.   | Shamrock Rovers | 52 | 33 | 13 | 13 | 7  | 43 | 28 | +15 |
|  | 6.   | Cork City       | 46 | 33 | 13 | 7  | 13 | 47 | 50 | -3  |
|  | 7.   | Limerick        | 42 | 33 | 11 | 9  | 13 | 38 | 46 | -8  |
|  | 8.   | Drogheda Utd    | 38 | 33 | 8  | 14 | 11 | 44 | 46 | -2  |
|  | 9.   | UCD             | 30 | 33 | 8  | 6  | 19 | 45 | 73 | -28 |
|  | 10.  | Bohemians       | 29 | 33 | 7  | 8  | 18 | 27 | 47 | -20 |
|  | 11.  | Bray Wanderers  | 27 | 33 | 7  | 6  | 20 | 33 | 66 | -33 |
|  | 12.  | Shelbourne      | 21 | 33 | 5  | 6  | 22 | 25 | 56 | -31 |

Legenda:

      Campione d'Irlanda e ammessa in UEFA Champions League 2014-2015

      Ammesse in UEFA Europa League 2014-2015

      Ammessa allo spareggio promozione-retrocessione

      Retrocessa in First Division 2014

## Risultati
|                 | Boh     | Bra     | Cor     | Der     | Dro     | Dun     | Lim     | ShR     | Shl     | Sli     | StP     | UCD     |
| --------------- | ------- | ------- | ------- | ------- | ------- | ------- | ------- | ------- | ------- | ------- | ------- | ------- |
| Bohemians       | ––––    | 3-2 0-1 | 1-2     | 0-4 2-0 | 1-1     | 0-2 1-1 | 0-1     | 0-0 1-0 | 0-3     | 0-3 0-2 | 0-2     | 2-1 1-3 |
| Bray Wanderers  | 1-3     | ––––    | 1-2     | 2-3     | 3-2     | 0-1 0-2 | 0-4 1-0 | 0-0     | 1-0 1-1 | 0-0     | 0-1 1-3 | 2-2 1-1 |
| Cork City       | 2-1 1-0 | 1-3     | ––––    | 0-1 4-1 | 1-0     | 2-2     | 2-3     | 1-2     | 1-1 5-3 | 3-1     | 0-2 4-2 | 2-1 2-0 |
| Derry City      | 2-1     | 2-0     | 1-1     | ––––    | 1-1 0-2 | 0-1     | 2-1 6-0 | 2-1 0-0 | 4-0 3-1 | 0-1 1-2 | 0-1     | 2-4     |
| Drogheda Utd    | 2-2 1-0 | 2-1 2-0 | 1-1 2-3 | 2-3     | ––––    | 0-1     | 2-2 3-0 | 0-3     | 0-0     | 1-1     | 1-2     | 3-2 1-1 |
| Dundalk         | 3-0     | 1-0     | 2-0 4-0 | 1-3 3-0 | 2-2 1-0 | ––––    | 2-2 1-2 | 0-0 3-1 | 1-0     | 1-3 2-0 | 2-1     | 2-3     |
| Limerick        | 2-1 1-0 | 4-4     | 0-0 2-1 | 0-1     | 0-1     | 3-2     | ––––    | 1-1 2-0 | 0-0 1-0 | 0-0     | 0-1 0-0 | 3-1 1-3 |
| Shamrock Rovers | 1-1     | 7-0 3-0 | 1-1 2-1 | 2-1     | 1-1 3-1 | 1-0     | 1-0     | ––––    | 1-0     | 1-1 1-2 | 3-0 0-4 | 1-1     |
| Shelbourne      | 0-1 0-3 | 1-2     | 2-1     | 0-1     | 1-3 2-2 | 1-3 1-2 | 2-1     | 0-0 1-2 | ––––    | 0-2     | 0-3     | 2-0 1-2 |
| Sligo Rovers    | 0-0     | 3-0 2-0 | 2-0 0-0 | 3-0     | 2-2 3-1 | 0-1     | 2-1 2-0 | 0-0     | 2-0     | ––––    | 1-1     | 5-2     |
| St Patrick's    | 1-1     | 2-0     | 2-1     | 1-1     | 1-0 0-0 | 1-2 2-0 | 3-0     | 0-0     | 4-0 1-0 | 2-0     | ––––    | 5-0     |
| UCD             | 1-0     | 4-5     | 3-0     | 0-6 1-3 | 2-2     | 1-2 0-2 | 1-1     | 2-0 1-4 | 1-2     | 0-3     | 0-1 1-3 | ––––    |

### Play-off promozione/retrocessione
|                |       |                | Città e data               |
| -------------- | ----- | -------------- | -------------------------- |
| Bray Wanderers | 2 - 2 | Longford Town  | Bray, 28 ottobre 2013      |
| Longford Town  | 2 - 3 | Bray Wanderers | Longford, 1º novembre 2013 |

Il Bray Wanderers ottiene la permanenza in League of Ireland Premier Division.

## Classifica marcatori
| Gol |  |  | Giocatore       | Squadra        |
| --- |  |  | --------------- | -------------- |
| 18  |  |  | Rory Patterson  | Derry City     |
| 14  |  |  | Pat Hoban       | Dundalk        |
| 13  |  |  | Jason Byrne     | Bray Wanderers |
| 13  |  |  | Ciaran Kilduff  | Cork City      |
| 13  |  |  | David McMillan  | UCD            |
| 13  |  |  | Declan O'Brien  | Drogheda Utd   |
| 12  |  |  | Anthony Elding  | Sligo Rovers   |
| 12  |  |  | Michael Rafter  | Derry City     |
| 10  |  |  | Anthony Flood   | St Patrick's   |
| 9   |  |  | Conan Byrne     | St Patrick's   |
| 9   |  |  | Chris Forrester | St Patrick's   |
| 9   |  |  | Dean Kelly      | Shelbourne     |
| 9   |  |  | Danny Morrissey | Cork City      |

## Verdetti
- Campione d'Irlanda:  St Patrick's
- In UEFA Champions League 2014-2015:  St Patrick's (al secondo turno di qualificazione).
- In UEFA Europa League 2014-2015:  Dundalk,  Sligo Rovers e  Derry City (al primo turno di qualificazione)
- Retrocessa in First Division:  Shelbourne